# ناحية بيدشهر
ناحية بيدشهر هي ناحية في مقاطعة أوز ،محافظة فارس، إيران؛تم ترقيتها في 2 أكتوبر2019.أهل بيدشهر يتکلمون باللغة الأتشومية مع اللهجة البئديشئرية.